# Billardiera scandens

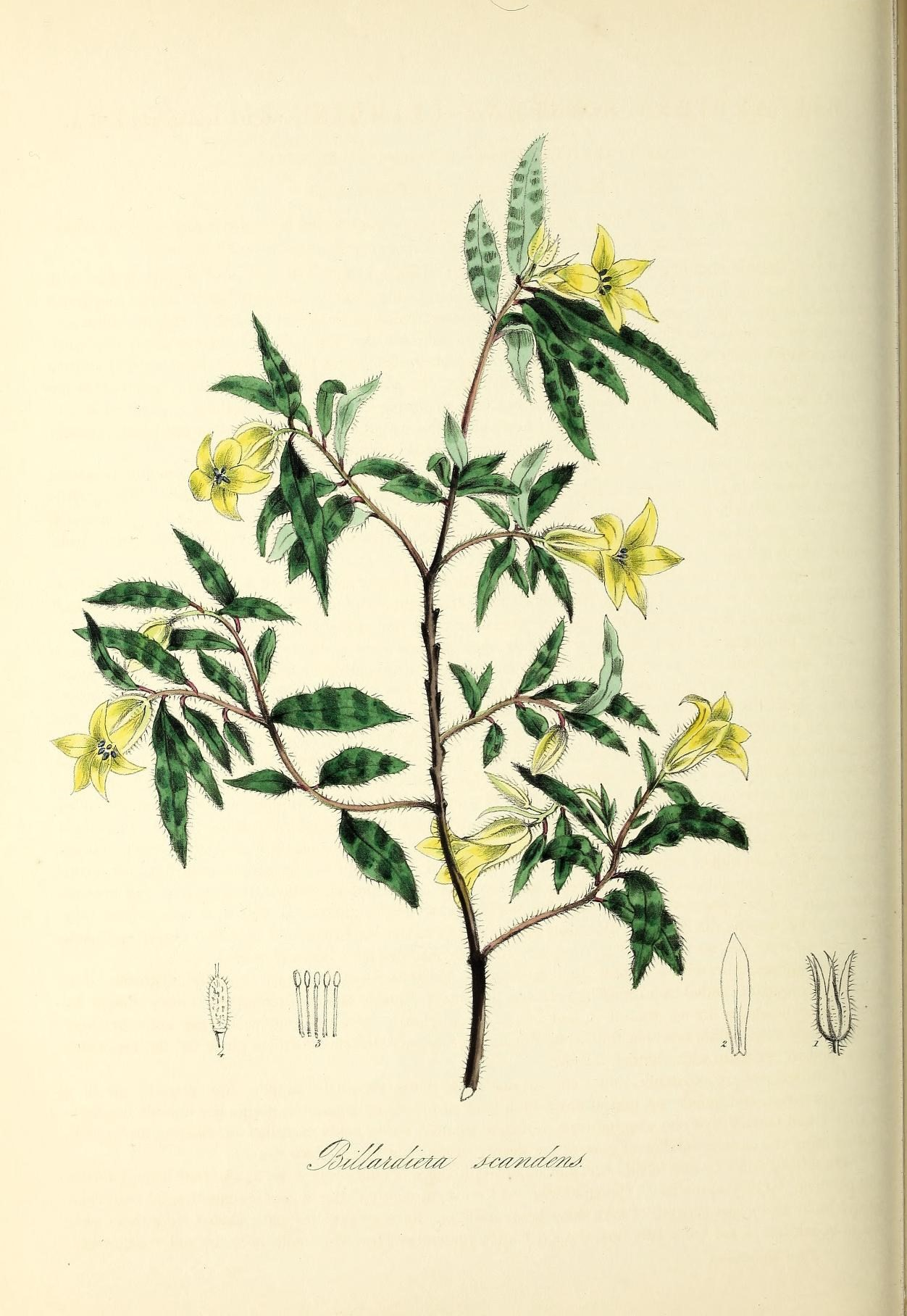
Illustration

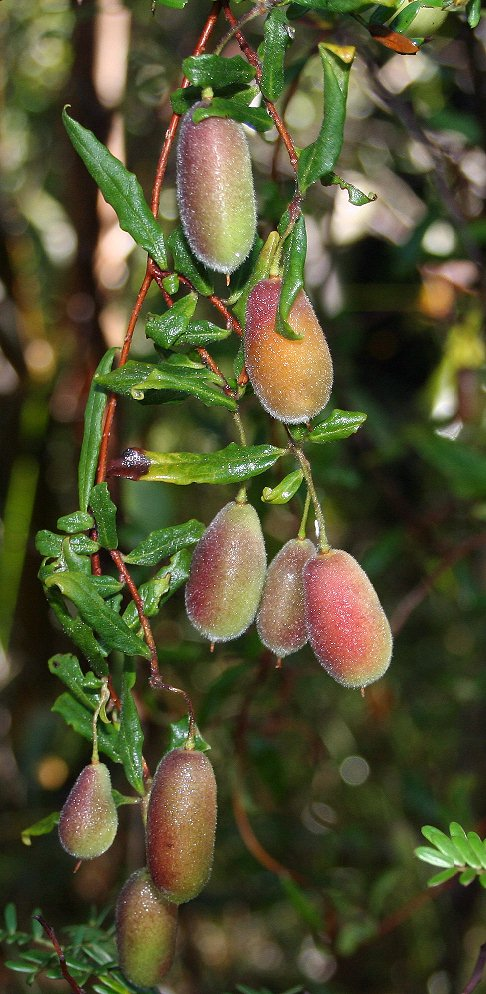
Früchte

Billardiera scandens ist eine Pflanzenart in der Familie der Klebsamengewächse aus dem östlichen Australien. In Australien ist sie bekannt als Appleberry oder Snotberry.

## Beschreibung
Billardiera scandens wächst als kleiner, reich verzweigter, manchmal kletternder und immergrüner Zwergstrauch bis etwa 50 Zentimeter hoch. Die jungen Zweige sind dicht behaart und im Alter schuppig, rau.
Die wechselständigen, einfachen Laubblätter sind fast sitzend bis kurz gestielt. Die adulten Blätter sind schmal eiförmig, -lanzettlich bis verkehrt-eiförmig, -eilanzettlich oder elliptisch und ganzrandig sowie rundspitzig bis spitz. Sie sind bis etwa 3–6 Zentimeter lang und unterseits seidig behaart und oberseits nur leicht.
Billardiera scandens ist protandrisch, also vormännlich. Die gestielten Blüten erscheinen einzeln oder bis zu dritt, endständig. Die glockenförmigen, öfters nickenden und zwittrigen, fünfzähligen Blüten mit doppelter Blütenhülle sind anfänglich weiß-gelblich, dann gelb und später rosa bis rötlich. Die Blütenstiele und der kleine Kelch sind mehr oder weniger behaart. Die fast freien, aufrechten, bis etwa 1 Zentimeter langen, oft leicht ungleichen Kelchblätter sind schmal-eilanzettlich. Die freien, verkehrt-eilanzettlichen und aufrechten, bis etwa 2 Zentimeter langen Kronblätter mit kurzen, ausgebogenen, dachigen Zipfeln sind fast kahl. Beim „Geschlechtsphasenwechsel“ können farbliche Veränderungen (Flecken, Streifen) auftreten. Die 5 etwa gleichen Staubblätter sind knapp eingeschlossen. Der seidig behaarte Fruchtknoten ist oberständig mit kurzem Griffel mit leicht gelappter Narbe. Es sind rudimentäre Nektarien unten am Fruchtknoten vorhanden.
Es werden dicht, fein behaarte, ellipsoide oder verkehrt-eiförmig bis birnenförmige, rötlich-grüne bis gelbe, vielsamige, bis etwa 3 Zentimeter lange Beeren mit kleinen Griffelresten gebildet. Die kleinen, braunen, abgeflachten Samen liegen reihig in einer trockenen Pulpe und sind bis 3 Millimeter groß.

## Verwendung
Die süß-sauren Früchte sind essbar. Sie schmecken angenehm nach getrockneten Äpfeln. Unreife Früchte können geröstet werden, die reifen Früchte können roh verzehrt werden. Ähnliche Früchte liefern z. B. Billardiera cymosa, Billardiera mutabilis und  Billardiera longiflora. Die Früchte dieser Billardiera-Arten sind generell als Apfelbeeren bekannt.